# KCNF1
O canal de potássio dependente de voltagem, subfamília F, membro 1 é uma proteína que nos humanos é codificado pelo gene KCNF1.
A proteína codificada por este gene é uma subunidade do canal de potássio dependente de voltagem.